# Show Stopper
Show Stopper è una canzone Dancepop, R&B e Rap scritta da Angela Hunte, Krystal Oliver, Calvin Puckett, Frank Romano, e James Scheffer per l'album di debutto delle Danity Kane, intitolato Danity Kane e distribuito il 22 agosto 2006. La canzone vede la collaborazione con il rapper Yung Joc. La canzone è stata prodotta da Jim Jonsin.
La canzone è stata pubblicata come primo singolo dell'album il 4 agosto 2006 negli Stati Uniti e il 20 ottobre 2006 in Europa. Mentre negli Stati Uniti Show Stopper è riuscita a raggiungere la posizione numero 8 della Billboard Hot 100, in Germania il singolo è riuscito ad entrare solamente la top 30, piazzandosi al 27º posto. Inoltre il singolo ha raggiunto la top della Billboard Pop 100.

## Video
Il video musicale di Show Stopper è stato diretto da Jesse Terrero (regista del film Soul Plane - Pazzi in aeroplano, del video della canzone No Daddy di Teairra Marí e di molti videoclip della G-Unit) ed è stato girato in varie locations della città di Los Angeles, in California, tra il 27 e il 28 giugno 2006. Oltre rapper Yung Joc la cui scena è stata girata all'interno di una macchina mentre è sulla via di ritorno dall'aeroporto. Diddy ha registrato una sequenza con i versi della canzone che compaiono nella versione remix del video musicale.
Il video inizia con i membri della band in studio di registrazione ad ascoltare un pezzo della canzone Want It, presente all'interno dell'album, con Diddy che dice loro di andare a casa e di andare subito a letto e non uscire per locali. Poi le ragazze vanno in un van e si preparano per poi andare in città su un'auto. Il video si conclude con le ragazze che ballano Hollywood Boulevard.
La versione finale del video, è stato trasmesso in anteprima alla fine di Making the Video su MTV il 4 agosto 2006. Il video ha raggiunto la posizione numero due su TRL l'8 settembre 2006. Il video ha inoltre raggiunto la sesta posizione dei migliori video del 2006 su MTV.

## Successo commerciale
Il singolo è stato pubblicato su iTunes Music Store negli Stati Uniti il 15 agosto 2006 e ha raggiunto la posizione numero due della classifica delle 100 canzoni più scaricate. La settimana successiva Show Stopper ha debuttato al numero 17 della Billboard Hot 100, diventando uno dei singoli di debutto di successo del 2006 Taylor Hicks con Do I Make You Proud e Beyoncé con Ring the Alarm. Mentre la canzone raggiungeva la sua più alta posizione in classifica, raggiungendo l'ottava posizione nella seconda settimana, la popolarità del brano in radio e iTunes scese fino a farlo uscire dalla top 25. Tuttavia, circa dopo 5 settimane dall'uscita in radio, la canzone ha continuato a riscuotere successo, facendola arrivare di nuovo nella top 10 della Billboard Hot 100. Alla fine del 2006, il singolo ha ricevuto la certificazione di singolo d'oro dalla RIAA.
Mentre la canzone non ha avuto molto successo in Austria, in Germania il singolo è riuscito ad entrare solamente la top 30, piazzandosi al 27º posto.

## Tracce
Il singolo è stato commercializzato in diversi formati:
- Versione CD Internazionale

1. "Show Stopper" (Album version)
2. "Show Stopper" (Remix; featuring Diddy)
3. "Show Stopper" (Instrumental)
4. "Show Stopper" (Acapella)

- Versione in vinile

1. "Show Stopper" (Main version)
2. "Show Stopper" (Instrumental)
3. "Show Stopper" (Acapella)

- Remix Ufficiali

1. "Show Stopper" (Alternate version) - 4:15
2. "Show Stopper" (Bad Boy Remix; featuring Diddy & Yung Joc) - 4:42
3. "Show Stopper" (Jim Jonson Remix; featuring Pitbull & B.o.B) - 4:13
4. "Show Stopper" (Saul Mojica Mix) - 4:19
5. "Show Stopper" (Garbz Mix) - 3:52
6. "Show Stopper" (Dave Audé Club Mix) - 7:26
7. "Show Stopper" (Ford & Vidal Club Mix) - 6:31

La "Alternate version" vede la seconda strofa di Aundrea Fimbres cantata da Shannon Bex, mentre non è presente la parte cantata dal rap di Yung Joc. Inoltre sono stati aggiunti nuovi versioni alla canzone. La stessa cosa accade per altre versioni del singolo.

## Classifiche
| Classifica                       | Posizione massima |
| -------------------------------- | ----------------- |
| Svizzera                         | 60                |
| Germania                         | 27                |
| U.S. Billboard R&B/Hip-Hop Songs | 33                |
| U.S. Billboard Hot 100           | 8                 |
| U.S. Billboard Pop Songs         | 12                |

## Date di pubblicazione
- 4 agosto 2006
- 20 ottobre 2006